# Woodson (Arkansas)
Woodson é uma Região censo-designada localizada no estado americano do Arkansas, no Condado de Pulaski.

## Demografia
Segundo o censo americano de 2000, a sua população era de 445 habitantes.

## Geografia
De acordo com o United States Census Bureau tem uma área de 11,8 km², dos quais 11,8 km² cobertos por terra e 0,0 km² cobertos por água. Woodson localiza-se a aproximadamente 76 m acima do nível do mar.

## Localidades na vizinhança
O diagrama seguinte representa as localidades num raio de 24 km ao redor de Woodson.